# Agil Etemadi
Agil Etemadi (Teheran, 23 april 1987) is een Nederlands-Iraans voetballer die als doelman speelde. Met ingang van het seizoen 2025/26 is hij keeperstrainer van Heerenveen.

## Carrière
Op zesjarige leeftijd kwam hij naar Nederland. Hij begon met voetballen bij GAVC. Etemadi stroomde door vanuit de jeugd van sc Heerenveen, waar hij niet kon aansluiten bij het eerste elftal. De club verhuurde hem in 2009 voor één seizoen verhuurd aan FC Emmen, waarmee Heerenveen een samenwerkingsverband had. Daar kreeg hij aanvankelijk een basisplaats, maar nadat hij in oktober 2009 weigerde om op de bank te zitten, stuurde de club hem weg. Etemadi was bij tot de winterstop niet speelgerechtigd, waarna hij enkele weken op proef meedraaide bij Estil Azin in Iran. Hij kreeg geen werkvergunning en moest het land na een paar maanden verlaten.
In het seizoen 2010/11 stond hij onder contract bij SC Veendam. Bij het begin van het seizoen 2011/12 maakte Etemadi de overstap naar FC Groningen, waar hij derde keeper was. In de winterstop van dat seizoen tot medio 2013 speelde Etemadi in Iran voor Tractor Sazi. Vervolgens stond hij drie seizoenen onder contract bij Almere City waar hij in zijn laatste twee seizoenen basisspeler was. Bij het Iraanse Sanat Naft Abadan kwam hij daarna niet aan spelen toe.
In 2017 maakte hij de overstap naar De Graafschap waarmee hij in 2018 via de nacompetitie naar de Eredivisie promoveerde. Op 8 december 2018 maakte Etemadi zijn debuut in de Eredivisie toen hij na de rust van de uitwedstrijd tegen ADO den Haag de geblesseerde Hidde Jurjus verving. Begin 2019 ging Etemadi terug naar Almere City, waar hij halverwege 2023 stopte als doelman en vervolgens keeperstrainer werd. 
In 2007 speelde hij drie wedstrijden voor het Nederlands beloftenelftal waarmee hij deelnam aan het Toulon Espoirs-toernooi. Hierna koos hij voor het Iraans voetbalelftal maar werd nooit geselecteerd. Etemadi is een jongere broer van voormalig betaald voetballer Zabih Etemadi.
1 Bakker ·
2 Dankerlui ·
3 Jacobs ·
4 Visus ·
5 Ritmeester van de Kamp ·
6 Carbonell ·
7 Providence ·
8 Tahiri ·
9 Robinet  ·
11 Kadile ·
12 Jasim ·
14 Zagaritis ·
15 Lawrence ·
16 Nalić ·
17 Hansen ·
18 Brym ·
19 Haye ·
20 Akujobi ·
21 Guillaume ·
22 Barbet ·
23 Balboa ·
24 Mattoir ·
25 Mamengi ·
26 Keller ·
27 Martins ·
28 Receveur ·
29 Wendlinger ·
30 Kuiper ·
31 Van der Wilt ·
32 De Nijs ·
34 Foah-Sam ·
34 Pinas ·
36 Beaumont ·
37 Puriel ·
39 Poku ·
40 Dors ·
41 Mateyo ·
50 Garden ·
Coach: Rijsdijk
· Assistent-coach: Booy
· Assistent-coach: Dastgir
· Assistent-coach: Talan
· Keeperstrainer: Etemadi